# Studentföreningen Ateneum

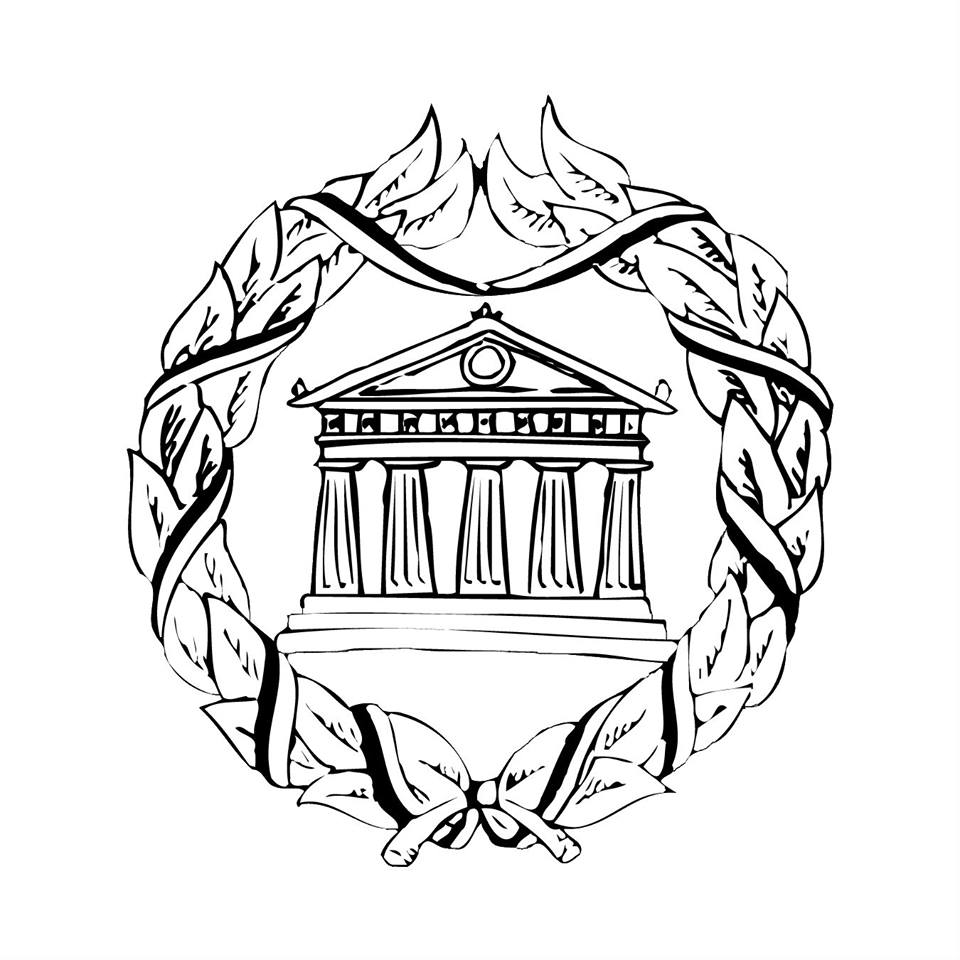
Studentföreningen Ateneums emblem. Ritat i början på 1990-talet av Fredrik Tersmeden.

Studentföreningen Ateneum är en allmänborgerlig politisk studentförening vid Lunds universitet grundad 1934. Ateneum är grundande medlem av Fria Moderata Studentförbundet (FMSF) och även medlem i European Students for Liberty.

## Historia

### Föreningens grundande och tidiga historia
Föreningen grundades måndagen den 22 oktober 1934 av studerande vid Lunds universitet under namnet Ungsvenska studentföreningen. Bildandet var en reaktion mot att Sveriges Nationella Ungdomsförbund utvecklats i en pronazistisk riktning, vilket enligt grundarna gjorde att det inte längre fanns "någon sammanslutning för de högersinnade studenterna i Lund".  Den  första styrelsen såg bland annat den blivande redaktören och tidningsmannen Gösta Lindskog som sin ordförande och blivande juris jubeldoktor Gunvor Wallin, tillika Lunds universitets första kvinnliga professor i juridik, som sin första skattmästarinna.  Föreningen var dock under sina första år inte särskilt stark. Cirka 10 år efter grundandet uppgick medlemsantalet endast till 25 personer i ett Lund som till stor del var socialistiskt dominerat.

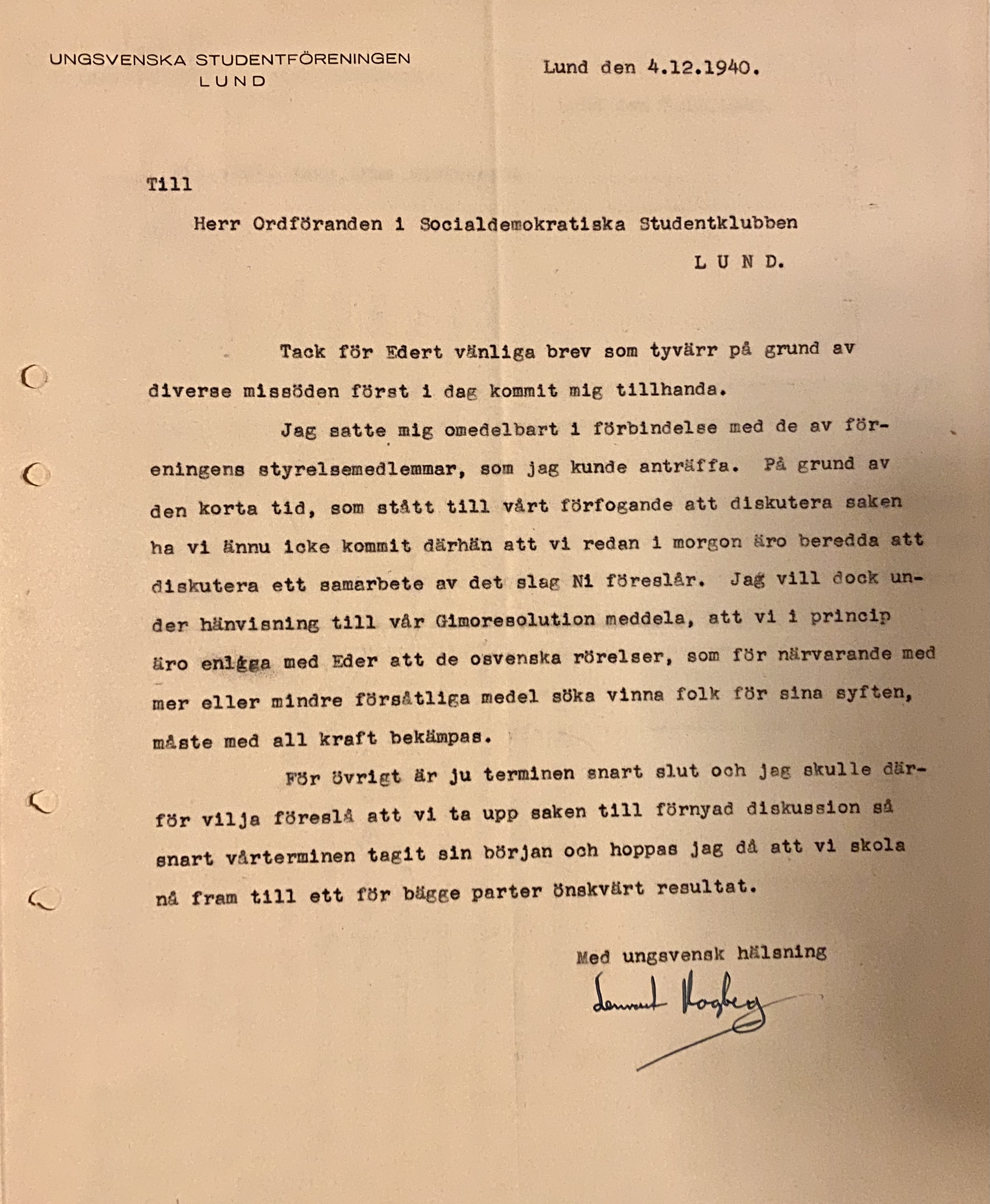
Ateneums svar på Socialdemokratiska Studentklubben i Lunds invit om ett samarbete mot nazistiska strömningar i Lund under andra världskriget. Brevet förvaltas av Akademiska Föreningens Arkiv & Studentmuseum

Föreningen kom att under tiden för andra världskriget konsekvent inta en anti-nazistisk position. Vid ett styrelsemöte i september 1939 avvisade exempelvis föreningen ett förslag från Nationella Studentklubben om samarbete med den nazistiska studentföreningen.  En oväntad allians med socialdemokratiska studentklubben, med udden riktad mot just nazismen, gav sig till känna vid flera tillfällen under krigstiden. Den 4 december 1940 uppvaktade föreningsordföranden Lennart Hagberg s-klubbens ordförande och sade sig vara överens om "att de osvenska rörelser som f n med mer eller mindre försåtliga medel söka vinna folk för sina syften måste med all kraft bekämpas". Den 26 februari 1941 sände man en gemensam skrivelse till Statens informationsstyrelse där man önskade hjälp med att arrangera ett möte med major Arvid Eriksson "med udden riktad mot de osvenska och odemokratiska tendenser som på en del håll kunna förefinnas inom Lunds studentkår". Då Gustaf Petrén, vilken betraktades som pronazistisk, under början av 1943 utsågs till Sveriges förenade studentkårers ombudsman protesterade föreningen tillsammans med socialdemokratiska studentklubben i ett uppmärksammat debattinlägg som bland annat innehöll orden "Magister Petrén hör till den kategori vi demokratiskt sinnade studenter svårligen kan skänka något förtroende". Hösten samma år gjorde de två organisationerna ett uttalande tillsammans med Diskussionsklubben och Radikala studentklubben där man fördömde att antisemitisk propaganda kunnat sättas upp i AF-borgen.
Under andra halvan av 1940-talet kom föreningen också att växa i både storlek och tyngd och dåvarande Sveriges konservativa studentförbund (SKSF, numera Fria Moderata Studentförbundet) - som man 1942 varit med om att bilda - växte även det och kom att bli den största och mest aktiva politiska studentorganisationen i Sverige. I och med bildandet av SKSF byttes namnet till Konservativa studentföreningen vilket föranledde att föreningen kom att kort och gott kallas "Konservativa" under de kommande årtiondena. Systerföreningen i Uppsala, Föreningen Heimdal, som i många år dominerade studentförbundets verksamhet kom i många frågor att bli föreningens motpart i det nybildade förbundet. Under 1940-talet förde Heimdal en mer semantiskt inriktad etikettsdiskussion medan Lundaföreningen var mer intresserade av sakpolitik. Namnet Ungsvenska studentföreningen byttes 1942 ut mot Konservativa studentföreningen. Hösten 1945 knöt man kontakter med den konservativa studentföreningen i Köpenhamn, en kontakt som finns även idag. Efter krigsslutet samarrangerade studentföreningen en protest mot Baltutlämningen. Denna hölls på Tegnérplatsen.

### Föreningen växer, utvecklas och bryter med Högerpartiet
Som ovan nämnts hade lundaföreningen en motpart i många frågor i uppsaliensiska Heimdal. Så även i frågan om förhållandet till Högerpartiet, som ju lundaföreningen sedan tillblivelsen varit knuten till. Heimdal hade bildats redan 1891 och alltid varit partipolitiskt fristående medan Ungsvenska studentföreningen/Konservativa studentföreningen i Lund var partianknuten långt in på 1950-talet. Uppsala- och Lundaföreningarna var ofta oense om vilken relation studentförbundet borde ha till Allmänna valmansförbundet/Högerpartiet. Slutligen valde dock även lundaföreningen att vara från partiet fristående, om än väldigt närstående. Efter en ganska stillsam tillvaro under 1950-talet tog verksamheten fart under 1960-talet och år 1963 räknade föreningen för första gången 1 000 medlemmar.  Samma år beskrevs föreningen i Svenska Dagbladet som varandes "störst och livaktigast av de politiska föreningarna" i Lund.  På 1960-talet startar föreningen också sin egen tidning, Nye Atenaren, vilken utkom med jämna eller ojämna mellanrum fram till år 2004. 
Likt i många politiska sammanhang var 1960-talet stundom stormigt för föreningen och i början av 1965 hade medlemsantalet sjunkit från över 1 100 till endast ett hundratal. Främst föreningens engagemang under 1964 för Medborgerlig samling (MbS) upprörde dess medlemmar och i spåren av stort medlemstapp, såväl som det oförankrade MbS-engagemanget, beviljades den avgående styrelsen inte ansvarsfrihet vid årsmötet 1965. Under 1960-talet tog man sig också an världspolitiken och gjorde bland annat, vid flera tillfällen, offentliga fördömanden av den grekiska militärjuntan.  Våren 1967 arrangerade man ett Vietnam-möte, där två nordvietnamesiska avhoppare medverkade. Föreningen hade begärt polisnärvaro vid detta möte, men strax efter mötets inledning avvek poliserna varpå vilda protester samt kampsånger utbröt och mötet fick avbrytas. Detta föranledde att föreningen gjorde en uppmärksammad JO-anmälan mot lundapolisen.
Föreningen kom så småningom också att få en lokal på AF-borgen. Flera olika lokaler innehades, inklusive i Palais d'Ask, innan man slutligen hamnade i Runda tornet, tredje våningen. I denna förekom i många år föredrag om tisdagarna, ärtsoppa med punsch om torsdagarna samt en festtillställning i månaden. Dessutom hade föreningen flera utskott och bedrev studiecirklar och kampanjer. Likt studentförbundet i stort kom man under 1960- och 70-talen ofta att präglas alltmer av liberala värderingar och representanter från Lundaföreningen var aktiva i FMSF:s namnbytesprocess till sitt nuvarande namn 1969. Sitt eget föreningsnamn kom man dock att ändra till FMS Lund först 1974.  Under en period fanns även ett kårparti kopplat till Studentföreningen. Namnet var Fria Studenter, FRIS, och ordförande var i mitten av 70-talet dagens styrelseordförande för Lunds universitet, Jonas Hafström.

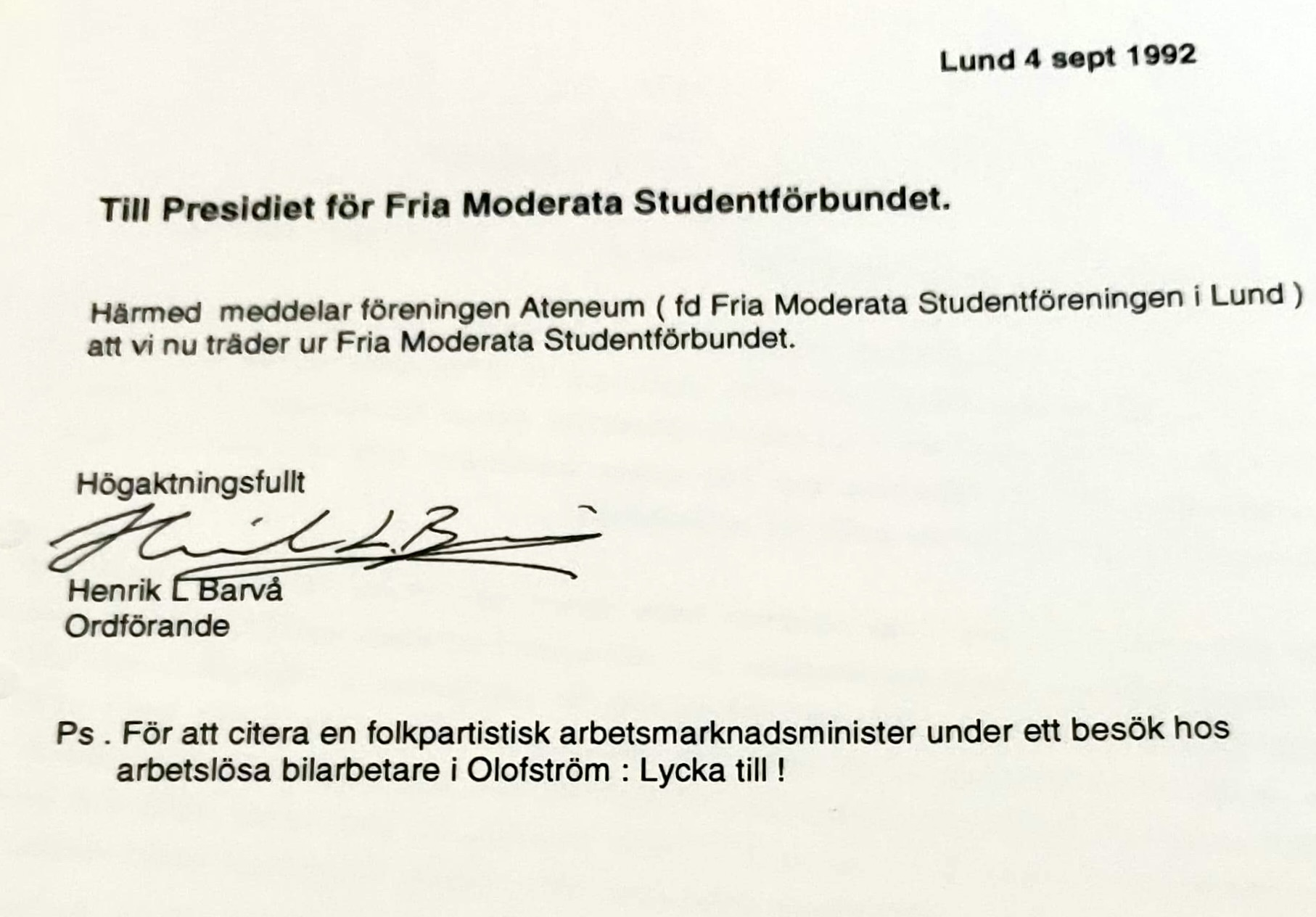
Brevet från Ateneums ordförande Henrik L. Barvå som meddelar föreningens utträde ur Fria Moderata Studentförbundet. Brevet förvaltas av Akademiska Föreningens Arkiv & Studentmuseum

### Föreningen lämnar förbundet men går med igen

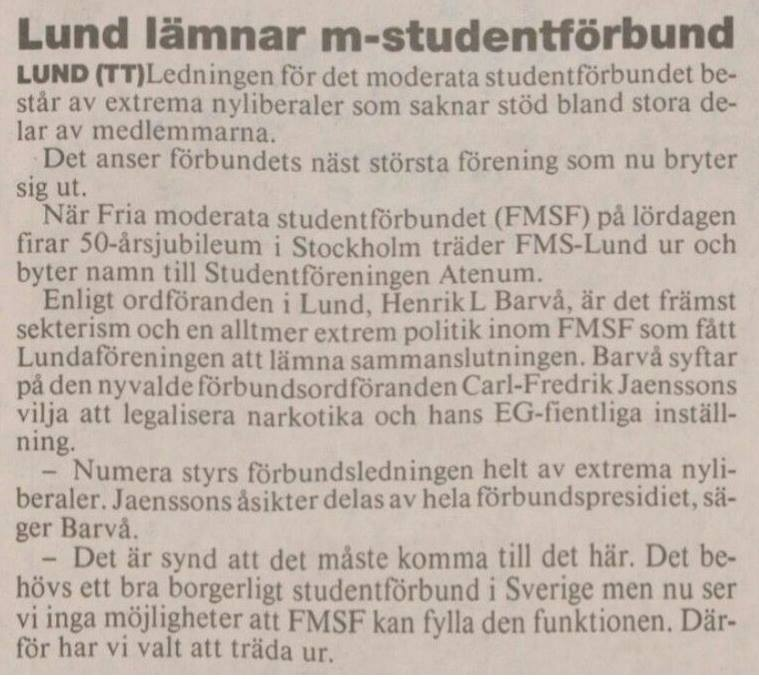
Nyhetsartikel om föreningens utträde ur förbundet

Föreningens aktivitetsgrad var hög under det tidiga 1990-talet. Man hade sittningar i Stora salen, egna vagnar i karnevalståget och lockade stora mängder studerande till sina aktiviteter. Föreningen hade också nu kommit att bli en av FMSF:s mer konservativa föreningar och 1992 begärde man, efter en längre tid friktion, utträde ur Fria Moderata Studentförbundet. Anledningen var dels förbundets, enligt föreningen, alltför liberala inställning till narkotika och motståndet till EG men hade också att göra med organisatoriska meningsskiljaktigheter. Strax före utträdet hade föreningens namn ändrats från FMS Lund till Studentföreningen Ateneum. Redan 1994 kom man dock, efter mycken lobbying från seniorer och intensiva förhandlingar i slutna rum, att under Hans Melins ordförandeskap återinträda i studentförbundet. Efter återinträdet i det som under ett par års tid kom att heta Fria Högerstudenters Förbund innan det återigen antog namnet Fria Moderata Studentförbundet kom Ateneum att i hög utsträckning prägla den politiska diskussionen inom studentförbudet.  

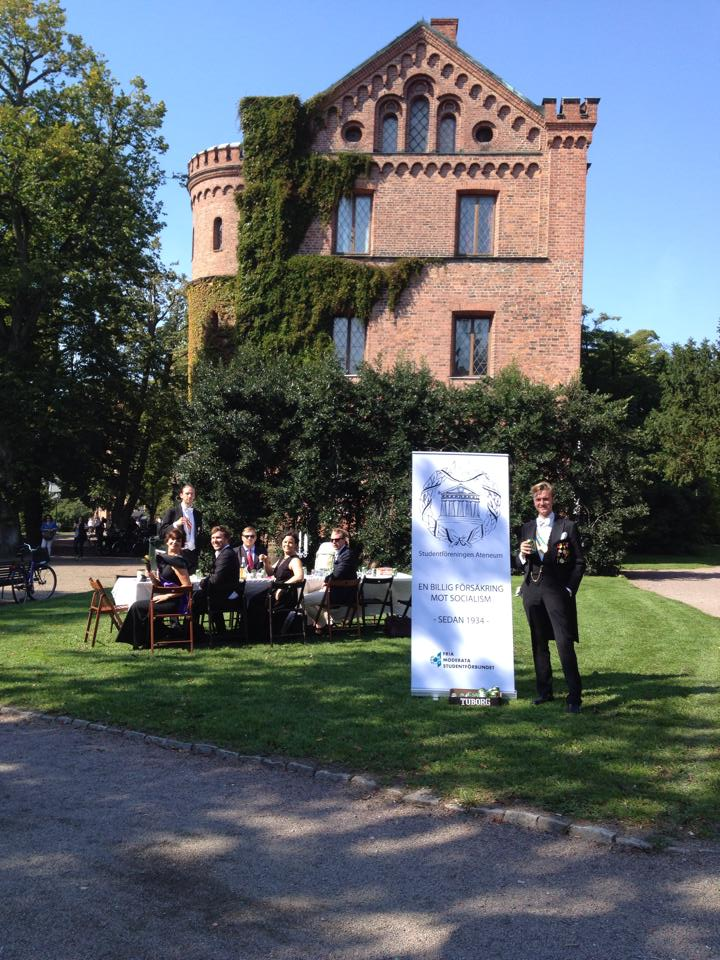
Studentföreningen Ateneums representation på Hälsningsgillet HT 2014.

### Nutida utveckling
Kring millennieskiftet misskötte Studentföreningen Ateneum sina lokaler och betalade inte sina hyror något som inte uppskattades av hyresvärden. Efter omförhandlingar med Akademiska föreningen 2003 fick man emellertid ha kvar lokalen. Den ansträngda relationen med AF fortsatte dock och 2007 valde Akademiska föreningen att inte förlänga hyreskontraktet. Detta innebar att föreningen nu stod utan lokal, vilket också kom att påverka verksamhetsgraden. Föreningen kom dock att börja repa sig efter några år och har de senaste åren sett en alltmer växande verksamhet och samlar regelbundet ett flertal studenter till sina aktiviteter av skiftande slag, även utan en fast föreningslokal.[källa behövs] Fram till och med 2018 kunde föreningen boka puben Glorias klubbrum, men efter det att puben bytte ägare och omvandlades till nattklubben Lana's var föreningen än en gång ute på gatan.  
I november 2014 firade Studentföreningen ett högtidligt 80-årsjubileum på Hypoteket med många tidigare ordförande och styrelseledamöter inbjudna. 85-årsjubileet 2019 firades i Studentsångarnas lokal Magle Konserthus. I januari 2020 kunde föreningen återigen flytta in i en lokal, denna gång på Bredgatan, mitt emot Alla Helgonakyrkan i Lund. 
Bland tidigare, idag kända, medlemmar i föreningen återfinns Moderatledaren Bo Lundgren, europaparlamentarikern Gunnar Hökmark, chefredaktören för Axess magasin P.J. Anders Linder och den tidigare ministern Sven-Otto Littorin med flera.

## Ordförandelängd

### Ungsvenska studentföreningen
- 1934 - Gösta Lindskog
- 1934-35 - Gunnar Larsson
- 1936 - Sven-Börje Jacobsson
- 1937-38 - Carl-Oswald Palmstierna
- 1938-40 - Bertil Lidgard
- 1940-41 - O Hammarlund
- 1941-42 - Harald Rasmusson

### Konservativa studentföreningen
- 1942-43 - Stig Salomonsson
- 1943-44 - Olof Hellgren
- 1944-46 - Fredrik Swartling
- 1946 - Bengt Jacobsson
- 1947 - Sven Fajersson
- 1948 - Hans Rickard
- 1949 - Stig Johansson
- 1950 - Sven Johansson
- 1951 - Olle Palenius
- 1952 - S Andersson
- 1953 - Bengt Andersson
- 1954 - Lennart Brogårdh
- 1955 - Christer Leijonhufvud
- 1956 - Bertil Åkesson
- 1957 - Bertil Bratt
- 1958 - Per Assarsson
- 1959 - Rolf Almé
- 1960 - Stellan Artin
- 1961 - Göran Hydén
- 1962 - Lennart Ryde
- 1963 - Lars Luttropp
- 1964 - Bo Edvardsson
- 1965 - Elisabet Crona
- 1966 - Rolf Englund
- 1967 - Olf Kjerulff-Rosenthal, Sten Pålsson, Claes-Göran Fjälling
- 1968 - Bodil Pålsson
- 1969 - Jan Rutgersson
- 1970 - Henrik Ruhe
- 1971 - Bo Ahlenius
- 1972 - Torsten Svensson
- 1973 - Dag Magnusson

### Fria Moderata Studentföreningen
- 1974 - Per Gärdsell
- 1975 - Karl-Erik Roupé
- 1976 - Ally Troedsson
- 1977 - Dag Kastensson
- 1978 - Mikael Rosén, Dennis Hagberg
- 1979 - Helene Björngren, Lars Leonardsson
- 1980 - Christina Aurel
- 1981 - Göran Thorstensson
- 1982 - Lars Ahlkvist
- 1983 - Gert A. Paulsson
- 1984 - P.J. Anders Linder
- 1985 - Gunilla Andersson
- 1986-87 - Stephan Müchler
- 1987 - Cecilia Brinck
- 1988 - Per A. Tryding
- 1989 - Pontus Lindberg
- 1990 - Catrin Hanson
- 1991 - Fredrik Karlsson

### Studentföreningen Ateneum
- 1992 - Henrik L. Barvå
- 1993 - Henrik Stache
- 1994 - Hans Melin (dåv. Andersson)
- 1995 - Thomas Norén (dåv. Andersson)
- 1996 - Patrik Strömer
- 1996 - Anna Manhag
- 1997 - Joakim Nilsson
- 1998 - Tobias Sjö
- 1999 - Henrik L Olsson
- 2000 - Johan Karlsson
- 2001 - Peter Janse
- 2002 - Daniel Eklöf
- 2003 - Ola Obrant
- 2004 - Adrian Borin
- 2005 - Daniel Müller
- 2006 - Erik Zackari
- 2007-08 - Marcus Rohdin
- 2009-10 - Alexander Lewerentz
- 2011 - Ebba Bjelkenkrantz
- 2012 - Jacob Dexe
- 2013 - Johanna Grönbäck
- 2014 - Mårten Viberg, Charlotte M G Nilsson
- 2015 - Charlotte M G Nilsson
- 2016-17 - Philip Norrman
- 2018 - Christina Anzén
- 2019 - Marcus Björk
- 2020 - Christopher Ogesjö
- 2021 - Elias Nilsson
- 2022 - Nelly Åkesson
- 2023 - Erik af Malmborg
- 2024 - Wictor Wallenius
- 2025 - Alexander Backman

## Nye Atenaren
Nye Atenaren är ett organ för Studentföreningen. Tidningen utkom första gången år 1961.  Bland tidigare redaktörer återfinns bland annat Rolf Englund, Johan Bengt-Påhlsson och Peter J. Olsson samt bland redaktionsmedarbetarna bland annat Christian Braw.
Tidningen gavs ut i pappersform till och med år 2004 då den lades i dvala. Sommaren 2017 återuppstartades Nye Atenaren i digital form.

### Redaktörer (inkomplett lista)
- 1961 - Lennart Ryde
- 1963 - Matti Häggström
- 1964 - Elisabet Crona
- 1965 - Rolf Englund
- 1966 - Nils-Magnus Lilja
- 1967  - Kåre Hökmark
- 1968 - Gertrud W. Anljung
- 1969 - Ulla Svensson
- 1970 - Ulla Neuman
- 1971-72 - Johan Bengt-Påhlsson
- 1973 - Jan Palmblad
- 1974 - Anders Bergstrand
- 1975 - Ally Troedsson
- 1976 - E Ferbas
- 1977 - Karl-Erik Roupé
- 1978 - Staffan Bolin
- 1979 - Ingemar Erikson
- 1980 - Stefan Håkansson
- 1981 - Lars Leonardsson
- 1982 - Göran Thorstensson
- 1983 - Peter Olsson
- 1984 - Martin Heuck
- 1986 - Susanne Hellberg
- 1987 - Redaktion: Pontus Lindberg, Per A Tryding, Magnus Bergh
- 1991 - Hans Stigsson
- 1992 - Henrik af Klinteberg
- 1993 - Henrik af Klinteberg och Fredrik Tersmeden
- 1994 - Carl Ling
- 1995 - Kristian P Ljungberg och Carl Ling
- 1996 - Andreas Ohlsson, Pär Syrén
- 1997 - Pär Syrén, Jonas Lundqvist
- 1998 - Jonas Lundqvist
- 2003 - David Anselmsson
- 2004 - Erik Ludvigsson
- 2017 - Adam Davidsson
- 2018 - Lovisa Eriksson